# Mind Adventures
Mind Adventures é o álbum de estreia da cantora britânica Des'ree. Foi lançado em 14 de fevereiro de 1992 e alcançou a posição nº 26 no Reino Unido.

## Faixas
Todas as faixas por Des'ree, exceto onde anotado.
1. "Mind Adventures" - 4:45
2. "Why Should I Love You " - 4:15
3. "Competitive World" (Des'ree, Michael Graves) - 5:30
4. "Stand on My Own Ground" (Des'ree, Graves) - 4:05
5. "Average Man" (Des'ree, Graves) - 5:05
6. "Sun of '79'" - 5:06
7. "Laughter" - 4:48
8. "Save Me" - 5:29
9. "Mamma Please Don't Cry" - 4:30
10. "Momma Please Don't Cry" - 4:28

### Versão do Reino Unido
1. "Average Man" (Des'ree, Graves)
2. "Feel So High" (Des'ree, Graves)
3. "Sun Of '79"
4. "Why Should I Love You"
5. "Stand On My Own Ground" (Des'ree, Graves)
6. "Competitive World" (Des'ree, Graves)
7. "Laughter"
8. "Save Me"
9. "Momma Please Don't Cry"